# نطاق عبر غشائي

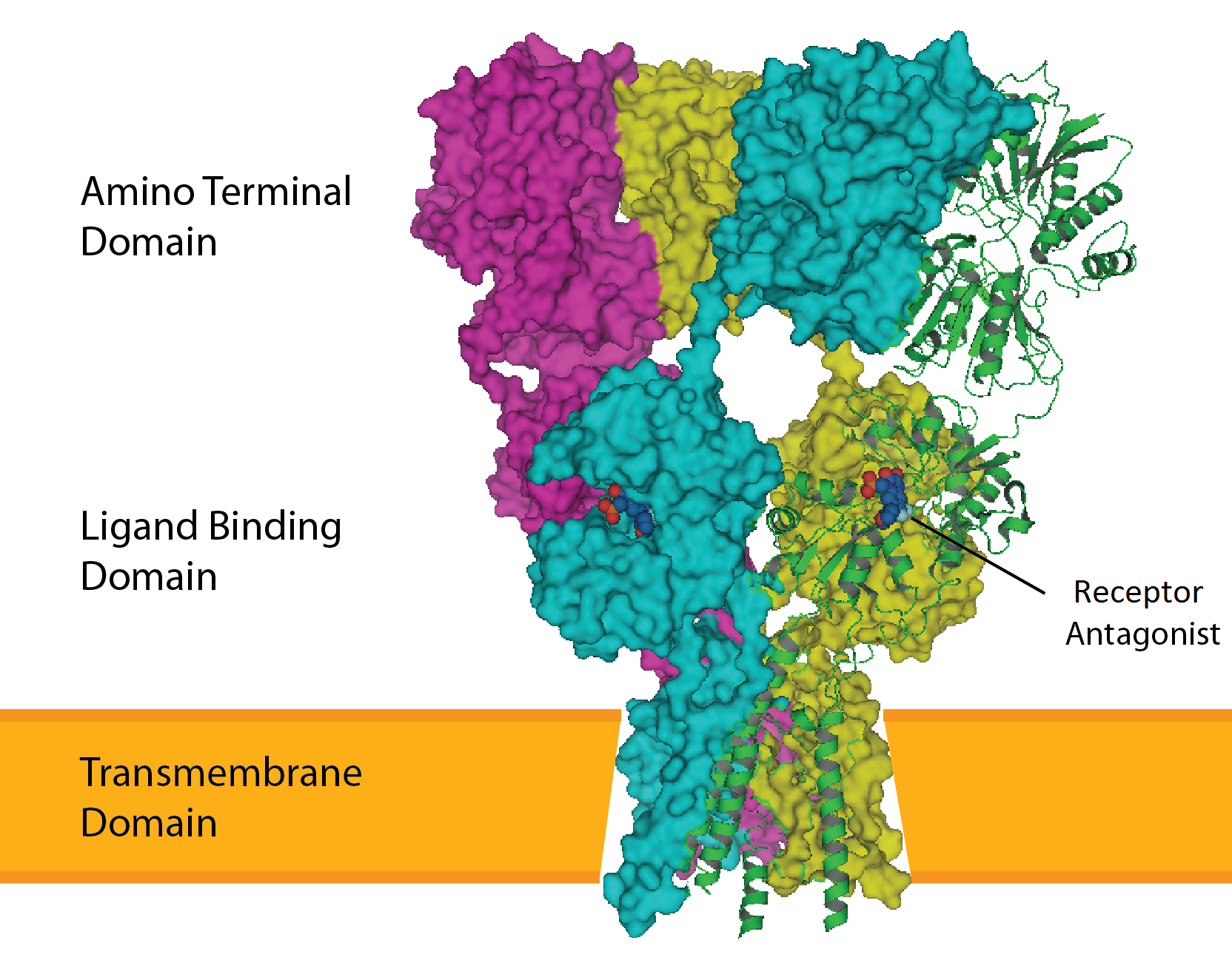
مستقبل أمبا راسٍ (مثبّت) في الغشاء بواسطة نطاقه عبر الغشائي.

النطاق عبر الغشائي (بالإنجليزية: Transmembrane domain)‏ هو نطاق البروتين الذي يمتد عبر الغشاء وعادة ما يتخذ بنية لولب ألفا مع وجود بعض النطاقات عبر الغشائية مثل البورينات التي تتخذ هيئات مختلفة. لأن داخل الليبيد ثنائي الطبقة كاره للماء، عادة ما تكون وحدات الأحماض الأمينة للنطاقات عبر الغشائية كارهة للماء كذلك، رغم أن بروتينات مثل المضخات الغشائية والقنوات الأيونية يمكن أن تحتوي على وحدات قطبية. تختلف النطاقات عبر الغشائية في الطول، التسلسل، وكره الماء وتتخذ خصائصا حسب العضيات التي تتواجد على أغشيتها.

## وظائف النطاقات عبر الغشائية
تقوم النطاقات عبر الغشائية بعدة وظائف منها:
- تثبيت وإرساء البروتينات على الغشاء.
- تسهيل نقل الجزيئات مثل الأيونات والبروتينات عبر الأغشية الحيوية، عادة ما تساعد الوحدات المحبة للماء ومواقع الارتباط في هذه العملية.
- نقل الإشارة عبر الغشاء، تستقبل العديد من البروتينات مثل المستقبلات المقترنة بالبروتين ج الإشارات خارج الخلوية وتقوم النطاقات عبر الغشائية بنقلها عبر الغشاء لإحداث تأثير داخل خلوي.
- المساعدة في اندماج الحويصلات، وظيفة النطاقات عبر الغشائية غير معروفة جيدا، ولكن ثبت أنها ضرورية لتفاعل الاندماج، ربما نتيجة تأثير هذه النطاقات على توتر الليبيد ثنائي الطبقة.[2]
- تتوسط نقل وتوجيه البروتينات عبر الغشائية، تم إظهار أن النطاقات عبر الغشائية تعمل جنبا إلى جنب مع إشارات التوجيه السيتوسولية، مع كون الطول وشدة كره الماء المحددان الرئيسيان في عملها. تساعد النطاقات الأطول والأكثر كرها للماء في توجيه البروتينات إلى الغشاء الخلوي، بينما تُستخدم النطاقات الأقل طولا وكرها للماء لإبقاء البروتينات في الشبكة الإندوبلازمية وجهاز غولجي. الآلية الدقيقة لهذه العملية لا تزال غير معروفة.[3]